# 3,3-dimethylbutan-2-ol
3,3-dimethylbutan-2-ol, ook bekend onder de naam pinacolylalcohol, is een organische verbinding met als brutoformule C6H14O. Het is een secundair alcohol. Het koolstofatoom dat de OH-groep draag heeft vier verschillende substituenten en is dus een chiraal centrum. De verbinding bestaat dus in een R- en een S-vorm.
3,3-dimethylbutan-2-ol wordt vermeld in het Verdrag met betrekking tot chemische wapens omdat het een van de uitgangsstoffen is voor soman, een zenuwgas.